# Clefs-Val d'Anjou
Clefs-Val d'Anjou és un municipi nou francès, creat l'1 de gener de 2013, situat al departament de Maine i Loira i a la regió de País del Loira. En la data de la seua creació tenia 1.307 habitants.
Aquest municipi nou està conformat per la fusió dels dos antics municipis de Clefs i Vaulandry. La seu administrativa es troba a Clefs i Vaulandry és un municipi delegat.